# 古賀豪
古賀 豪（こが ごう、11月20日 - ）は、日本のアニメーション演出家、アニメ監督。福岡県出身。東映アニメーション所属。

## 主な作品

### テレビアニメ
- 夢のクレヨン王国(1997-1999年、演出助手)
- おジャ魔女どれみ（1999 - 2003年、演出助手）
- マシュランボー（2000年、演出助手）
- キン肉マンII世（第1期）（2002年、演出）
- エアマスター（2003年、演出）
- ボボボーボ・ボーボボ（2003 - 2005年、演出）
- 金色のガッシュ!!（2003 - 2006年、演出）
- リングにかけろ（第一作）（2004年、演出）
- ゼノサーガシリーズ（2005年、チーフディレクター）
- ガイキング LEGEND OF DAIKU-MARYU（2006年、演出）
- 祝!(ハピ☆ラキ)ビックリマン（2006 - 2007年、シリーズディレクター）
- ONE PIECE (アニメ)（2007年（336話のみ）、2009年 - 、演出）
- 怪談レストラン（2009 - 2010年、絵コンテ）
- デジモンクロスウォーズ 〜時を駆ける少年ハンターたち〜（2011 - 2012年、演出）
- ドキドキ!プリキュア（2013 - 2014年、シリーズディレクター）
- ディスク・ウォーズ:アベンジャーズ（2014 - 2015年、演出〉
- ONE PIECE エピソードオブサボ 〜3兄弟の絆 奇跡の再会と受け継がれる意志〜（2015年、監督、絵コンテ）
- ONE PIECE 〜アドベンチャー オブ ネブランディア〜（2015年、絵コンテ）
- ワールドトリガー 異世界からの逃亡者（2016年、絵コンテ）
- デジモンユニバース アプリモンスターズ（2016年-2017年、シリーズディレクター）
- ゲゲゲの鬼太郎（第6シリーズ）（2018年、演出）
- ワールドトリガー2ndシーズン（2021年、演出）
- ゲゲゲの鬼太郎 私の愛した歴代ゲゲゲ（2025年、OP演出）

### 劇場版アニメ
- 劇場版「遊☆戯☆王」（1999年、助監督）
- 映画 おジャ魔女どれみ♯（しゃーぷっ）（2000年、助監督）
- ONE PIECE ねじまき島の冒険（2001年、助監督）
- 劇場版 ゲゲゲの鬼太郎 日本爆裂!!（2008年、監督）
- 手塚治虫のブッダ -赤い砂漠よ!美しく-（2011年、演出）
- 鬼太郎誕生 ゲゲゲの謎（2023年、監督）